# Roman Opałka
 (juin 2024).
Si vous disposez d'ouvrages ou d'articles de référence ou si vous connaissez des sites web de qualité traitant du thème abordé ici, merci de compléter l'article en donnant les références utiles à sa vérifiabilité et en les liant à la section « Notes et références ».
Roman Opałka, né le 27 août 1931 à Hocquincourt et mort le 6 août 2011 à Chieti, en Italie, est un peintre franco-polonais majeur de l’art conceptuel.
De 1965 à sa mort, il se consacre à l'œuvre de sa vie dont le but est d'inscrire la trace d'un temps irréversible. Ses moyens d'expressions sont majoritairement ses Détails (suites de nombres peints sur toile), des autoportraits photographiques et des enregistrements sonores de sa voix.

## Biographie
Roman Opałka est né le 27 août 1931 à Hocquincourt, dans la Somme, de parents polonais.
De 1946 à 1948, il suit une formation de lithographe à l’école de graphisme de Wałbrzych Nowa Ruda. Il poursuit ses études à l’École supérieure des arts plastiques de Łódź en Pologne, en 1949, puis à l’Académie des beaux-arts de Varsovie de 1950 à 1956.
Alors diplômé de l'Académie des Beaux-Arts de Varsovie, il devient professeur d'art à la Maison de la culture de Varsovie, où il enseigne de 1958 à 1960. Il s'installe définitivement en France en 1977. Il meurt lors de ses vacances en Italie, le 6 août 2011, alors âgé de 79 ans, à la suite d'une infection généralisée.

## Œuvre et réflexion
On peut noter deux grandes périodes dans la carrière artistique d’Opałka, l’« avant » et l’« après » 1965, date qui marque un grand tournant dans sa vie d’artiste. En 1965, à Varsovie, Roman Opałka attend dans un café sa femme, qui tarde à arriver. Ce temps mort lui donne la solution à son travail en gestation : il a l'idée de matérialiser le temps par la peinture. 

### L'«avant-1965»
Roman Opałka commence sa carrière artistique à la fin des années 1950. Il rencontre rapidement un grand succès en tant que graveur et remporte de nombreux prix, tant en Pologne qu'à l'étranger. Non satisfait de son poste de chef décorateur auprès de l'armée polonaise, il trace sa propre voie dans l'art en cherchant à redéfinir les notions du modernisme et de l'avant-garde en peinture.
Les Chronomes (1962-1963), des peintures monochromes grises entièrement recouvertes de millions de signes blancs, sont inspirées par la pensée uniste de Wladyslaw Strzeminski, grand peintre d'avant-garde polonaise, selon laquelle chaque centimètre carré du tableau a la même valeur artistique. Les toiles de cette série sont une première tentative d'inscription du temps sur la toile. Cependant, chaque Chronome se regarde de façon isolée. Le temps n'y est pas assez visible et Opałka cherche à rendre perceptible un temps irréversible.

### L'«après-1965»: OPALKA 1965 / 1 - ∞
L'année 1965 est un tournant dans la vie d'Opałka. L'artiste trouve enfin une raison de vivre, une idée artistique valant la peine d'être accomplie. Pour lui, sa pratique de peintre conceptuel dépend en partie d'une solution philosophique qui permettrait d'accepter l'existence. La philosophie et l'art sont deux dimensions essentielles au peintre.
Son activité d'artiste rejoint les lois immuables de l'existence humaine : elle visualise l'irrémédiable écoulement d'un temps qui l'achemine vers sa propre fin. Il s'agit pour lui de « capter » le temps, de saisir l'instant, c'est un combat qu'il engage avec son propre corps et dont l'ultime conclusion est la mort. Chaque peinture faite étant en même temps une preuve incontestable de vie.
L'extension de son projet est « une partie d'un tout fondateur ». Son œuvre se matérialise par les différents éléments qui la composent : les détails, les cartes de voyage, les photographies, les enregistrements sonores.

#### Manifeste
« Ma proposition fondamentale, programme de toute ma vie, se traduit dans un processus de travail enregistrant une progression qui est à la fois un document sur le temps et sa définition. Une seule date, 1965, celle à laquelle j’ai entrepris mon premier Détail.
Chaque Détail appartient à une totalité désignée par cette date, qui ouvre le signe de l’infini, et par le premier et le dernier nombre portés sur la toile. J’inscris la progression numérique élémentaire de 1 à l’infini sur des toiles de même dimensions, 196 sur 135 centimètres (hormis les "cartes de voyage"), à la main, au pinceau, en blanc, sur un fond recevant depuis 1972 chaque fois environ 1 % de blanc supplémentaire. Arrivera donc le moment où je peindrai en blanc sur blanc.
Depuis 2008, je peins en blanc sur fond blanc, c’est ce que j’appelle le "blanc mérité".
Après chaque séance de travail dans mon atelier, je prends la photographie de mon visage devant le Détail en cours.
Chaque Détail s’accompagne d’un enregistrement sur bande magnétique de ma voix prononçant les nombres pendant que je les inscris. »

#### Blanc
« C'est ainsi que s'explique le titre de mon programme : 1 - ∞.Concept qui m'autorise à me considérer comme peintre de l'infini, peignant l'idée de l'infini, par la progression des nombres, la mort du peintre.
C'est ainsi que le blanc que je peins n'est pas celui des lumières de la nature qu'on connaît dans l’histoire de la peinture, ni celui des monochromes blancs, ni le blanc de la toile préparée, enduite seulement de cette base blanche. Car ce blanc est surtout un blanc conceptuel. Ce blanc qui n’a pas besoin de rivaliser avec aucun autre blanc, car il constitue une force, la puissance du blanc mental. Un blanc qui subsistera au delà des nombres, qu’ils soient perdus ou non dans le fond du tableau. Car ce blanc existait, existe et existera toujours en tant que présence de l’idée, à jamais périssable, celle du blanc absolu. Ce blanc subsistera, même si le temps lui fait perdre de son ėclat, car il gardera cette force de l’idée du blanc, du blanc conceptuel - indestructible et jamais peint jusque-là. »

#### Détails
À partir de 1965, année du 1, il peint, en majorité sur un format d'échelle humaine (196 × 135 cm). Il peint en blanc sur fond noir, les nombres qui se succèdent sans relâche et sans fin : 1, 2, 3, 4, 5, etc. Chaque nombre représente un instant, une trace irréversible du temps.
En s'engageant dans son premier tableau (OPALKA 1965 / 1 - ∞ Détail 1-35327), l'artiste a réduit les moyens plastiques à l'essentiel. Il choisit volontairement de réduire sa palette au noir et blanc. Il s'engage à cet instant consciemment pour toute sa vie dans une seule et unique voie, et alors que l'on pourrait penser qu'il s'installe dans une monotonie, l'artiste répond qu'au contraire, il est l'artiste qui logiquement fait à chaque nombre, quelque chose de réellement différent. À juste titre, pour lui, rien ne se répète jamais (si ce n'est les chiffres composant les nombres).
Arrivé au nombre « 1 000 000 », en 1972, il décide de faire évoluer son travail. Dès lors, à chaque nouvelle toile entamée, il ajoute 1 % de blanc dans la peinture servant au fond de sa toile, initialement noir à 100 %. Petit à petit, les fonds blanchissent, marquant d'une nouvelle manière le temps qui passe. Toutefois, afin de ne pouvoir être accusé de « fraude », Roman Opałka veille à utiliser deux blancs différents, un pour ses nombres (blanc de titane) et un pour le blanchissement progressif de son fond (blanc de zinc). Aussi, même sur ses toiles les plus récentes (donc les plus blanches), on peut encore distinguer le tracé des nombres en regardant la toile sous un certain angle.
À la mort d'Opalka, la série Détails compte 233 tableaux et s’achève avec le nombre 5 607 249

#### AutoportraitsetEnregistrements sonores
Roman Opałka entreprend deux autres démarches dans ce projet de vie artistique.
À la fin de chaque séance de travail, Opałka se prend en photo sur fond blanc selon le même protocole : cadre serré, éclairage lumineux et régulier, fond blanc, chemise blanche, cheveux qui blanchissent, il vient peu à peu se fondre dans le fond, y disparaître. Ce rituel est pour lui une façon de rendre encore plus visible la dimension physique et humaine de son travail.
Lorsqu'il peint, Opałka s'enregistre sur bande magnétique, lisant, en polonais, les nombres qu'il est en train de peindre. Toujours dans ce projet de « capture » du temps, de l'instant.

## Expositions et collections publiques

### Expositions personnelles
Sélection d'expositions personnelles :
- anche OPALKA, Galerie Michela Rizzo, Venise, 23 septembre - 23 décembre 2017
- Roman Opalka : Passages, Galerie Dominique Levy, Londres, 6 avril - 14 mai 2016
- Roman Opalka : The end is defined, Christie’s Mayfair, Londres, 29 janvier - 18 avril 2015
- Roman Opalka, Dominique Lévy Gallery, New York, 4 septembre - 18 octobre 2014
- Il tempo della pittura, Carpaccio et Opalka, musée Correr, Venise, 26 mars - 29 juin 2011
- Passages, Galerie Yvon Lambert, Paris, 4 septembre - 9 octobre 2010
- Roman Opalka, Musée national Marc Chagall, Nice, 8 novembre 2008 - 9 février 2009
- Octogone OPALKA, 7 Détails peintures, 70 Détails photographiques, Musée d’Art Moderne de Saint Étienne Métropole, Saint Étienne, 18 mai - 23 juillet 2006
- OPALKA 1965 / 1 – ∞, Détails photographies, CCC de Tours, 26 juin - 26 septembre 2004 (Premier million et cinquième million).
- Grande Rétrospective Roman Opalka, Stadtpalais, Dresde, Allemagne[pas clair], 23 mai - 24 juillet 2003
- Unity in expansion : OPALKA 1965 / 1 - ∞, Musée municipal d'Art de Toyota, Toyota, 30 juin - 24 décembre 1998
- Roman Opalka, OPALKA 1965 / 1 - ∞, Szepmuveszeti Budapest, Musée des Beaux-Arts, Budapest, mars - mai 1995
- Roman Opalka, Pavillon de la Pologne, 46e Biennale de Venise, 1995
- Roman Opalka OPALKA 1965 / 1 - ∞, Neue Nationalgalerie, Berlin, 8 avril - 26 juin 1994
- Roman Opalka, Opalka1965 / 1 - ∞, Galeria Sztuki Wspolczesnej Zacheta Gallery of Contemporary Art, Varsovie, novembre 1994 - janvier 1995
- Roman Opalka, exposition à l’occasion de la remise du Kaiserring, Mönchehaus Museum, Goslar, 23 octobre 1993
- Roman Opalka, Musée d'Art Moderne de la Ville de Paris, juillet - octobre 1992
- OPALKA 1965 / 1 - ∞, Städtische Galerie im Lenbachhaus, Munich, novembre 1992 - janvier 1993
- Opalka, rencontre par la séparation, Centre culturel de Buenos Aires, Argentine, 1988
- Roman Opalka, Hôte du Musée d'art et d'histoire, AMAM, Genève, 4 février - 9 mars 1977
- Künstler im Museum' 73, Folkwang Museum, Essen, 6 novembre - 2 décembre 1973, Galerie Bischofberger, Zurich
- Opalka 1965 / 1 - ∞ - Travel sheets, Galleria LP 220, Turin, avril 1972
- Opalka, le vertige de l’infini, musée de Tessé, Le Mans, 2012
- OPALKA 1965/1-∞, Exposition au Ciam La Fabrique, Toulouse, du 26 avril au 15 juin 2012.

### Expositions de groupe
Sélection d'expositions de groupe : 
- Aging Pride, Belvédère Museum, Vienne, 13 novembre - 31 mars 2018
- Il mio corpo nel tempo – Luethi, Ontani, Opalka, Galleria d'Arte Moderna Achille Forti, Vérone, 13 octobre 2017 - 28 janvier 2018
- Behold the man, Kunstmuseum, Magdeburg, 21 mai - 5 novembre 2017
- Un musée imaginé. Et si l’art disparaissait?, Centre Pompidou, Metz, 19 octobre 2016 - 21 mars 2017
- Unfinished : thoughts left visible, Metropolitan Breuer, New York, 18 mars - 4 septembre 2016
- Le Mur – Œuvres de la Collection Antoine de Galbert, la Maison rouge, Paris, 14 juin - 21 septembre 2014
- Prima Materia, Punta della Dogana, Venise, 28 mai 2013 - 31 décembre 2014
- Dans l'œil du critique - Bernard Lamarche-Vadel et les artistes, Musée d'Art Moderne de la Ville de Paris - MAM/ARC, Paris, 29 mai - 6 septembre 2009
- Singular Forms (sometimes repeated) - Art from 1951 to the Présent, Guggenheim, New-York, 5 mars - 19 mai 2004
- ZERO Die europaïsche Vision – 1958 bis heute, Sammlung Lenz Schönberg, Museum Für Zeitgenössische Kunst, Galerie Klovicevi dvori, Zagreb, 29 avril - 20 juin 2004
- 34émes Rencontres Internationales de la Photographie, Arles, juillet - septembre 2003.
- Married by Powers, Tent, Centre d’Art de Rotterdam, Pays-Bas, octobre - novembre 2002
- Vis à Vis : Opalka et Pistoletto, Istituto Polacco di Roma et Galleria di Pino Casagrande, Rome, 5 - 30 novembre 2002
- L’autre moitié de l’Europe, musée du Jeu de Paume, Paris, 8 février - 21 juin 2000
- Global conceptualism, Points of Origin 1950S - 1980s, musée d'Art du Queens. Flushing Meadows, 19 décembre 1999 - 15 mars 2000 / Miami Art Center, Miami, and M.I.T. List Visual Art center, Massachusetts Institute of Technology, Cambridge (MA) and Vancouver Art Museum, Vancouver, 15 septembre - 26 novembre 2000
- Das XX. Jahrhundert. Ein Jarhrhundert Kunst in Deutschland, Neue Nationalgalerie, Berlin, 4 septembre 1999 - 9 janvier 2000
- On Your Own Time, PS1 MoMA, New York, 10 octobre 1999 - 2 janvier 2000
- La règle du jeu, Abbaye-aux-Dames, Caen, 12 novembre - 20 décembre 1998
- Preferirei di no - Cinque stanze tra arte e depressione, Museo Correr, Venise, 29 avril - 3 juillet 1994
- Manifeste I, Musée national d'art moderne, Centre Georges Pompidou, Paris, 1992
- L'art conceptuel, une perspective, Musée d'Art Moderne de la Ville de Paris, 22 novembre 1989 - 18 février 1990, Musée d'art contemporain de Montréal, 5 août - 21 octobre 1990
- ZERO, Vision und Bewegung, Werke aus der Sammlung Lenz, Städtische Galerie im Lembachhaus, Munich, 28 septembre - 6 novembre 1988
- Fifty Years of Collecting : An Anniversary Sélection, The Solomon R. Guggenheim Fondation, New York, 1987
- Qu'est-ce que l'art français ?, Centre régional d'Art contemporain, Labège Innopole, Toulouse, 1986
- Process und Konstruktion, Kunstlerwerkstätten, Munich, 1985
- Présences Polonaises, l'art vivant autour du musée de Lodz, Centre Georges Pompidou, Paris, 1983
- Documenta, Cassel, 1977
- Today/Tomorrow, Lowe Art Museum, University of Miami, Miami, 1976

### Collections publiques
Sélection de l’œuvre OPALKA 1965 / 1 - ∞ dans les collections publiques :
- Centre national d'art et de culture Georges-Pompidou, Paris, France
- FRAC Collection Aquitaine, France
- Musée des beaux-arts de Göteborg, Suède
- Ho-am Art Museum, Séoul, Corée du Sud
- Los Angeles County Museum, États-Unis
- La Jolla Museum of Contemporary Art, San Diego, États-Unis
- Kunsthalle de Hambourg, Allemagne
- Kûnstmuseum Düsseldorf, Allemagne
- Kurashiki - Ohara Museum of Art, Japon
- The Menil Collection, Houston, États-Unis
- MoMA, The Museum of Modern Art, New York, États-Unis
- Museum of Art (Museum Sztuki), Lodz, Pologne
- Musée d'art de São Paulo, Brésil
- MAMCO, Musée d'art moderne et contemporain, Genève, Suisse
- Museum Boijmans van Beuningen, Rotterdam, Pays-Bas
- Musée national de Varsovie, Pologne
- Musée National des Beaux-Arts, Stockholm, Suède
- Musée du palais Albertina, Vienne, Autriche
- Neue Nationalgalerie, Berlin, Allemagne
- National Museum, Poznań, Pologne
- National Museum of Canberra, Australie
- National Museum in Kraków, Pologne
- Österreichischen Ludwig-Stiftung für Kunst und Wissenschaft, Vienne, Autriche
- Musée Solomon R. Guggenheim, New York, États-Unis
- Sammlung Lenz Schönberg, Zöll, Autriche
- Staatsgalerie, Stuttgart, Allemagne
- Toyota Municipal Museum of Art, Toyota, Japon

## Distinctions
Commandeur de l'ordre des Arts et des Lettres (2009)

## Postérité
En 2012, Bernard Noël lui consacre son texte Le Roman d'un être. En 2014, Claudie Gallay publie Détails d'Opalka.